# Formula di Eulero

Interpretazione geometrica della formula di Eulero sul piano complesso.

In matematica, la formula di Eulero è una formula nel campo dell'analisi complessa che mostra una profonda relazione fra le funzioni trigonometriche e la funzione esponenziale complessa. L'identità di Eulero è un caso particolare della formula di Eulero.
La formula di Eulero, dal nome del matematico Leonhard Euler, è stata provata per la prima volta da Roger Cotes nel 1714 e poi riscoperta e resa celebre da Eulero nel 1748.  Nessuno dei due vide l'interpretazione geometrica della formula: la visione dei numeri complessi come punti nel piano arrivò solo circa 50 anni dopo, per opera di Caspar Wessel, Argand e Gauss.
La dimostrazione più diffusa è basata sullo sviluppo in serie di Taylor della funzione esponenziale.

## La formula
La formula di Eulero afferma che, per ogni numero reale {\displaystyle x} si ha:
{\displaystyle e^{ix}=\cos x+i\sin x,}
dove {\displaystyle e} è la base dei logaritmi naturali, {\displaystyle i} è l'unità immaginaria e seno e coseno sono funzioni trigonometriche.
Si tratta di una relazione usata per rappresentare i numeri complessi in coordinate polari, e che permette la definizione del logaritmo per argomenti complessi. La rappresentazione della funzione {\displaystyle e^{ix}} nel piano complesso è un cerchio unitario, e {\displaystyle x} è l'angolo che un segmento che collega l'origine a un punto del cerchio unitario forma con l'asse reale positivo, misurato in senso antiorario e in radianti.
Usando le proprietà dell'esponenziale:
{\displaystyle e^{a+b}=e^{a}\cdot e^{b}\qquad (e^{a})^{b}=e^{ab},}
valide per tutti i numeri complessi {\displaystyle a} e {\displaystyle b}, si possono derivare facilmente da esse molte identità trigonometriche e la formula di de Moivre.
La formula di Eulero permette anche di interpretare le funzioni seno e coseno come semplici varianti della funzione esponenziale:
{\displaystyle \cos x={e^{ix}+e^{-ix} \over 2}=\cosh(ix),}
{\displaystyle \sin x={e^{ix}-e^{-ix} \over 2i}={1 \over i}\sinh(ix)={-i}\sinh(ix).}
Queste formule possono anche essere usate come definizione delle funzioni trigonometriche per argomenti complessi {\displaystyle x}, e per mettere in relazione le funzioni iperboliche con le usuali funzioni trigonometriche.
Le due equazioni possono essere trovate sommando o sottraendo le seguenti formule di Eulero:
{\displaystyle e^{ix}=\cos x+i\sin x,}
{\displaystyle e^{-ix}=\cos(-x)+i\sin(-x)=\cos x-i\sin x,}
dove {\displaystyle x} è la fase, risolvendo poi le equazioni ottenute sia rispetto al seno sia rispetto al coseno.

### L'identità di Eulero
La formula di Eulero dà origine ad un'identità considerata tra le più affascinanti della matematica, nota come identità di Eulero, che mette in relazione tra loro cinque numeri tra i più ricorrenti in matematica ({\displaystyle e}, {\displaystyle i}, {\displaystyle \pi }, {\displaystyle 1} e {\displaystyle 0}), le tre operazioni fondamentali (addizione, moltiplicazione ed elevamento a potenza) e la relazione di uguaglianza:
{\displaystyle e^{i\pi }+1=0{.}}
Infatti, essendo per la formula di Eulero: {\displaystyle e^{ix}=\cos x+i\sin x.}
Basta porre {\displaystyle x=\pi }, e allora: {\displaystyle e^{i\pi }=\cos \pi +i\sin \pi .}
Ma {\displaystyle \cos \pi =-1} e {\displaystyle \sin \pi =0.} Pertanto
{\displaystyle e^{i\pi }=-1+0,}
che riscritta diventa
{\displaystyle e^{i\pi }+1=0.}

## Dimostrazioni
Vi sono diversi modi per dimostrare la formula di Eulero.

### Serie di Taylor

Animazione della dimostrazione tramite lo sviluppo in serie di Taylor.

Un'idea di tale uguaglianza può essere ottenuta usando lo sviluppo in serie delle funzioni analitiche seno coseno ed esponenziale. Le funzioni complesse {\displaystyle e^{z}}, {\displaystyle \cos z} e {\displaystyle \sin z} sono definite nell'insieme dei numeri complessi come il limite delle seguenti serie di potenze:
{\displaystyle e^{z}=1+z+{\frac {z^{2}}{2!}}+{\frac {z^{3}}{3!}}+\cdots ;}
{\displaystyle \cos z=1-{\frac {z^{2}}{2!}}+{\frac {z^{4}}{4!}}-{\frac {z^{6}}{6!}}+\cdots ;}
{\displaystyle \sin z=z-{\frac {z^{3}}{3!}}+{\frac {z^{5}}{5!}}-{\frac {z^{7}}{7!}}+\cdots .}
Per {\displaystyle z} reale queste coincidono con l'usuale sviluppo in serie di Taylor delle relative funzioni reali di variabile reale.
Sostituendo {\displaystyle z} con {\displaystyle ix} si ottiene, riordinando la serie (il che è giustificato essendo la convergenza assoluta):
{\displaystyle e^{ix}=1+ix+{\frac {(ix)^{2}}{2!}}+{\frac {(ix)^{3}}{3!}}+{\frac {(ix)^{4}}{4!}}+{\frac {(ix)^{5}}{5!}}+{\frac {(ix)^{6}}{6!}}+{\frac {(ix)^{7}}{7!}}+{\frac {(ix)^{8}}{8!}}+\cdots }
{\displaystyle =1+ix-{\frac {x^{2}}{2!}}-{\frac {ix^{3}}{3!}}+{\frac {x^{4}}{4!}}+{\frac {ix^{5}}{5!}}-{\frac {x^{6}}{6!}}-{\frac {ix^{7}}{7!}}+{\frac {x^{8}}{8!}}+\cdots }
{\displaystyle =\left(1-{\frac {x^{2}}{2!}}+{\frac {x^{4}}{4!}}-{\frac {x^{6}}{6!}}+{\frac {x^{8}}{8!}}-\cdots \right)+i\left(x-{\frac {x^{3}}{3!}}+{\frac {x^{5}}{5!}}-{\frac {x^{7}}{7!}}+\cdots \right)}
{\displaystyle =\cos x+i\sin x.}
Scegliendo {\displaystyle x} reale si ottiene l'identità così come era stata originariamente scoperta da Eulero.

### Derivate delle funzioni trigonometriche
Sappiamo che l'esponenziale è una combinazione di seno e coseno iperbolico:
{\displaystyle e^{x}=\cosh x+\sinh x.}
Conosciamo le derivate delle funzioni seno e coseno iperbolico, che scambiandosi permettono di verificare l'identità che la derivata dell'esponenziale è uguale sempre alla somma di seno e coseno iperbolico ovvero all'esponenziale stesso. Conosciamo anche le derivate del seno e coseno trigonometrici, che si scambiano in modo analogo. Possiamo provare quindi ad ipotizzare per analogia che l'esponenziale immaginario sia una combinazione lineare di seno e coseno:
{\displaystyle e^{ix}=a\cos x+b\sin x,}
con {\displaystyle a} e {\displaystyle b} coefficienti che non dipendono dalla variabile {\displaystyle x.} Vediamo se è possibile trovare dei coefficienti che verifichino l'ipotesi appena fatta o se questa ipotesi sia da scartare.
Verificare a quali condizioni la funzione a primo membro (1) sia identica alla funzione del secondo membro (2) equivale a verificare a quali condizioni le due funzioni abbiano lo stesso valore in un punto qualsiasi (per comodità per l'esponenziale, sceglieremo il punto 0), e allo stesso tempo abbiano la derivata identica in qualsiasi punto (che nel caso dell'esponenziale e di seno e coseno è molto semplice da ricavare). Infatti due curve (1) e (2) che partono dallo stesso punto e seguono lo stesso andamento della pendenza (legata alla derivata prima) sia davanti che dietro a quel punto, sono due curve perfettamente identiche.
Prima di tutto esaminando (1) sappiamo che l'esponenziale di argomento 0 vale 1:
{\displaystyle e^{i0}=e^{0}=1.}
Invece per (2), sostituendo i valori di seno e coseno con argomento 0:
{\displaystyle a\cos 0+b\sin 0=a\cdot 1+b\cdot 0=a.}
Quindi imponendo questa condizione che (1) e (2) in 0 siano identiche abbiamo che:
{\displaystyle a=1.}
Quindi restringiamo il campo delle funzioni possibili a:
{\displaystyle e^{ix}=\cos x+b\sin x,}
cioè l'insieme di funzioni (2) combinazioni di seno e coseno che possono essere uguali all'esponenziale immaginario (1) è già diventato un insieme di funzioni più ristretto semplicemente considerando il valore che deve avere con argomento 0. 
Ora dobbiamo vedere se esiste almeno una funzione (2) con un suo coefficiente {\displaystyle b} particolare per cui per ogni {\displaystyle x} la sua derivata prima e quella della funzione esponenziale immaginario (1) coincidono, cioè vedere per quali {\displaystyle b} si ha che per ogni {\displaystyle x}:
{\displaystyle (e^{ix})'=(\cos x+b\sin x)'.}
La derivata del primo membro è calcolata con le regole di derivazione dell'esponenziale:
{\displaystyle (e^{ix})'=(ix)'e^{ix}=ie^{ix},}
ossia, se sostituiamo la stessa combinazione che abbiamo ipotizzato di seno e coseno:
{\displaystyle ie^{ix}=i\cos x+ib\sin x.}
Invece la derivata di (2) è:
{\displaystyle (\cos x+b\sin x)'=-\sin x+b\cos x.}
Quindi, sostituendo le due espressioni trovate per le derivate di esponenziale immaginario (1) e della combinazione di seno e coseno (2), si vede che perché esse siano identiche per ogni {\displaystyle x,} è necessario che:
{\displaystyle i\cos x+ib\sin x=-\sin x+b\cos x.}
Perché queste due espressioni siano identiche per ogni {\displaystyle x,} è necessario che il coefficiente del seno della prima e della seconda siano identici e lo stesso deve avvenire per quello del coseno. Per il coefficiente del coseno quindi si deve avere che
{\displaystyle i=b,}
e per quello del seno che
{\displaystyle ib=-1.}
Entrambe le condizioni portano a un unico coefficiente:
{\displaystyle b=i.}
Quindi l'ipotesi che esista una funzione combinazione di seno e coseno uguale all'esponenziale immaginario è verificata, e in particolare l'identità diventa:
{\displaystyle e^{ix}=\cos x+i\sin x.}

### Limite di successione
Per {\displaystyle z\in \mathbb {C} }, l'esponenziale {\displaystyle e^{z}} può essere definito come il limite della successione:
{\displaystyle e^{z}=\lim _{n\to +\infty }\left(1+{\frac {z}{n}}\right)^{n}.}
Per {\displaystyle z=x+iy} risulta:
{\displaystyle \lim _{n\to +\infty }\left(1+{\frac {x+iy}{n}}\right)^{n}=e^{x}\left(\cos y+i\sin y\right).}
Infatti, si ponga:
{\displaystyle e^{z}=e^{x}\left(\cos y+i\sin y\right).}
La successione in forma trigonometrica si ottiene ponendo:
{\displaystyle \left(1+{\frac {x+iy}{n}}\right)^{n}=\left[\left(1+{\frac {x}{n}}\right)+i{\frac {y}{n}}\right]^{n},}
e calcolando poi il modulo {\displaystyle R} e l'argomento {\displaystyle \phi } del termine tra parentesi quadre:
{\displaystyle R={\sqrt {\left(1+{\frac {x}{n}}\right)^{2}+\left({\frac {y}{n}}\right)^{2}}};}
{\displaystyle \varphi =\arctan {\frac {\frac {y}{n}}{1+{\frac {x}{n}}}}=\arctan {\frac {y}{n+x}}.}
Utilizzando la formula di de Moivre si può quindi scrivere:
{\displaystyle \left(1+{\frac {z}{n}}\right)^{n}=\left[\left(1+{\frac {x}{n}}\right)^{2}+\left({\frac {y}{n}}\right)^{2}\right]^{\frac {n}{2}}\left[\cos \left(n\cdot \arctan {\frac {y}{n+x}}\right)+i\sin \left(n\cdot \arctan {\frac {y}{n+x}}\right)\right]=}
{\displaystyle =R^{n}\left[\cos \left(n\varphi \right)+i\sin \left(n\varphi \right)\right].}
Per calcolare il limite del modulo e dell'argomento per {\displaystyle n\to +\infty }, è noto che:
{\displaystyle R^{n}=\left[\left(1+{\frac {x}{n}}\right)^{2}+\left({\frac {y}{n}}\right)^{2}\right]^{\frac {n}{2}}=\left(1+{\frac {x}{n}}\right)^{n}\left[1+\left({\frac {y}{n+x}}\right)^{2}\right]^{\frac {n}{2}}.}
Inoltre:
{\displaystyle \lim _{n\to +\infty }\left(1+{\frac {x}{n}}\right)^{n}=e^{x},}
ed essendo:
{\displaystyle \left[1+\left({\frac {y}{n+x}}\right)^{2}\right]^{\frac {n}{2}}=\left\{\left[1+\left({\frac {y}{n+x}}\right)^{2}\right]^{\left({\frac {n+x}{y}}\right)^{2}}\right\}^{\frac {ny^{2}}{2\left(n+x\right)^{2}}},}
con
{\displaystyle \lim _{n\to +\infty }\left[1+\left({\frac {y}{n+x}}\right)^{2}\right]^{\left({\frac {n+x}{y}}\right)^{2}}=e}
e
{\displaystyle \lim _{n\to +\infty }{\frac {ny^{2}}{2\left(n+x\right)^{2}}}=0,}
risulta:
{\displaystyle \lim _{n\to +\infty }R^{n}=e^{x}.}
Per il calcolo del limite dell'argomento si usa la regola di de l'Hôpital:
{\displaystyle \lim _{n\to +\infty }n\varphi =\lim _{n\to +\infty }\left(n\cdot \arctan {\frac {y}{n+x}}\right)=\lim _{n\to +\infty }\left({\frac {\arctan {\frac {y}{n+x}}}{\frac {1}{n}}}\right)=\lim _{n\to +\infty }{\frac {{\frac {1}{1+\left({\frac {y}{n+x}}\right)^{2}}}\cdot {\frac {-y}{\left(n+x\right)^{2}}}}{-{\frac {1}{n^{2}}}}}=}
{\displaystyle =\lim _{n\to +\infty }{\frac {yn^{2}}{\left(n+x\right)^{2}+y^{2}}}=y\cdot \lim _{n\to +\infty }{\frac {1}{\left(1+{\frac {x}{n}}\right)^{2}+\left({\frac {y}{n}}\right)^{2}}}=y\cdot 1=y.}
Dai risultati ottenuti resta così provato che:
{\displaystyle \lim _{n\to +\infty }\left(1+{\frac {z}{n}}\right)^{n}=e^{x}\left(\cos y+i\sin y\right)=e^{x}e^{iy}=e^{x+iy}=e^{z}.}

### Studio di funzione
Sia:
{\displaystyle f(x)={\frac {\cos x+i\sin x}{e^{ix}}}.}
Questo è ammesso in quanto il modulo dell'esponenziale al denominatore è:
{\displaystyle e^{ix}\cdot e^{-ix}=e^{0}=1}
il che implica che {\displaystyle e^{ix}} è sempre diverso da zero.
La derivata di {\displaystyle f} è, secondo la regola del quoziente:
{\displaystyle f'(x)=\displaystyle {\frac {(-\sin x+i\cos x)\cdot e^{ix}-(\cos x+i\sin x)\cdot i\cdot e^{ix}}{(e^{ix})^{2}}}=\displaystyle {\frac {-\sin x\cdot e^{ix}-i^{2}\sin x\cdot e^{ix}}{(e^{ix})^{2}}}=0.}
Pertanto {\displaystyle f} deve essere una funzione costante, quindi dalla seguente relazione:
{\displaystyle f(0)={\frac {\cos 0+i\sin 0}{e^{0}}}=1,}
si ottiene che tale costante deve essere uguale a 1. Ciò significa che il numeratore e il denominatore nella definizione di {\displaystyle f} devono essere uguali per ogni {\displaystyle x,} ossia deve valere la formula di Eulero.